# Édouard Adam
Pour les articles homonymes, voir Adam (homonymie).
Édouard Adam, né le 2 avril 1847 à Brie-Comte-Robert, mort le 10 février 1929 au Havre, est un peintre français de marines.

## Le peintre
C'est en qualité d'élève de Jean-Baptiste Henri Durand-Brager (1814-1879) qu'il apprend le métier de peintre de marines à Paris. Après avoir épousé Katty Caroline Watters, une anglaise qui lui donne un fils, Victor Charles Édouard en 1868, il s'installe au Havre vers 1873 afin de brosser des portraits de navires.
Le Havre profite alors du développement du trafic maritime, de nombreux navires de commerce y font escale, et plusieurs armateurs y ont leurs bureaux, comme l'armement Bordes. Il acquiert très rapidement une réputation auprès des armateurs de cap-horniers, puis des capitaines et pilotes de port qui deviennent progressivement ses clients. Il est alors un des portraitistes les plus réputés parmi les peintres de marines, la compagnie Bordes ou la Compagnie générale transatlantique faisant appel à ses talents afin de portraiturer l'ensemble des bateaux de leur flotte.
Le 8 octobre 1881, Édouard Adam est commandité par l'amiral François-Edmond Pâris, alors conservateur du musée de Marine au Louvre, afin de continuer la collection de portraits de bateaux commencée par Frédéric Roux pour le musée naval du Louvre. Il représente des batailles navales ou des scènes de campagne, outre ses traditionnels portraits. 
Dans une première demande datée de 1883 pour obtenir le titre de peintre de la Marine, Édouard Adam précise qu’il a  « peint pour le musée de la Marine au Louvre une collection de 18 tableaux représentant l'histoire de la Marine Marchande depuis 1815 jusqu'à nos jours » .
Le 17 décembre 1885, il intègre le corps des peintres officiels de la marine. Son activité est alors à son apogée, nombre de propriétaires de navires voulant posséder une représentation du leur par Édouard Adam. L'abandon progressif de la marine à voile au profit des moteurs à vapeur n'a aucune conséquence sur son activité artistique, Édouard Adam continue de dessiner et peindre de fidèles représentations des bateaux transitant au Havre. Son succès l'amène à communiquer sa passion à son fils, Victor Charles Édouard Adam (1868-1938).
En 1890, Adam désire voir s'instaurer un concours et un uniforme pour les peintres de la Marine. La réponse du ministère est simple : le concours relève du Ministère de l'Instruction publique et des beaux-arts et en ce qui concerne l'uniforme on ne pouvait que se référer au décret du 29 janvier 1893 qui a déterminé les uniformes en différents corps de la Marine à l'exclusion de toute personne attachée au titre purement honorifique au Dldépartement. 
En 1894, commande lui est faite d’un tableau représentant la prise de Ma Kong par l’amiral Courbet. Par la suite, il sollicite régulièrement le ministre afin d’obtenir un poste de conservateur dans un musée, poste qui lui sera toujours refusé. Après la première guerre mondiale, il adresse également une demande d’allocation à titre honorifique, ce qui laisse supposer que son atelier est moins florissant .

## L'œuvre

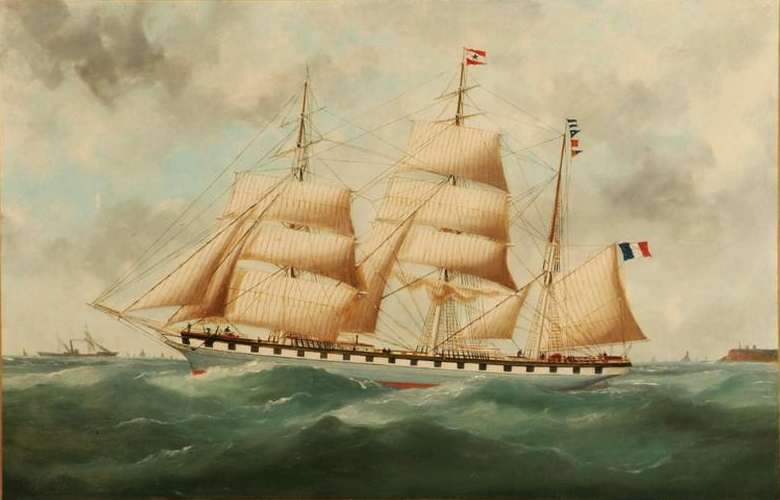
La Jeanne d'Arc sortant du Havre, entre 1906 et 1911, Musée maritime de l'Île Tatihou.

Édouard Adam est un portraitiste de navires comme l'étaient les pierhead painters qui officiaient dans les grands ports d'Europe du Nord au XIXe siècle. Ces peintures sont toujours issues de commandes et sont donc centrées sur un seul sujet, le navire, dont on attend la représentation la plus précise, la plus fidèle. Toutefois, de nombreux peintres privilégient le pittoresque ou l'esthétique dans la représentation, au contraire d'Édouard Adam dont le souci du détail participe à une représentation documentaire du patrimoine nautique, dans toute sa vérité historique. L'essentiel de la production d'Édouard Adam montre des portraits de bateaux pris par le travers, quittant Le Havre, posés dans un décor simplifié. On lui doit également quelques compositions plus ambitieuses (naufrages, batailles navales, scènes de pêche, manœuvres de la Marine nationale…) mais ces œuvres sont rares dans sa production. La fin du XIXe siècle est marquée par l'essor de la marine à vapeur et de nombreux tableaux d'Édouard Adam témoignent de cette évolution en n'omettant pas toutefois de mettre en lumière les lignes esthétiques de ces navires.
C'est en ce sens que sa contribution à la sauvegarde du patrimoine nautique est importante car, sans ses fidèles reproductions, beaucoup de navires seraient tombés dans l'oubli.
Dans leur grande majorité, les tableaux d'Édouard Adam sont de format 30P (60 × 90 cm). Ils sont signés « Édouard Adam », « Ed Adam » ou « Adam ». Sa signature est suivie de deux mouettes, puis de trois points à partir de 1882, puis d'une ancre à partir de 1885. Certains tableaux sont datés et situés. On estime sa production à environ 2000 tableaux. L'identification de certaines œuvres d'Édouard Adam pose parfois problème aux amateurs à cause de la production de son fils Victor, qui officiait dans le même atelier et dont la signature présentait certaines similitudes.

## Exposition
- 2005 : La ville de Saint-Briac-sur-Mer pour son 10ème Festival d'Art organisa au Couvent de la Sagesse une exposition :  Dix regards de peintres de marines consacrée à Édouard Adam (1847-1929), Étienne Blandin (1903-1991), Albert Brenet (1903-2005), Roger Chapelet (1903-1995), Lucien-Victor Delpy (1898-1967), Ernest Guérin (1887-1952), Marin-Marie (1901-1987), Mathurin Méheut (1882-1958), Joseph-Honoré Pellegrin (1793-1849) et aux Roux Joseph (1725-1789), Antoine (1765-1835), et François Joseph Frédéric Roux (1805-1870).

## Collections publiques
- Musée national de la Marine, Paris
- Musée des Terre-Neuvas et de la pêche, Fécamp : Le Trois-mâts morutier Sainte-Marie (1899)
- Musée de la Marine de Honfleur
- Musée maritime de l'Île Tatihou, Saint-Vaast-la-Hougue
- Musée McCord, Montréal, Québec
- National Maritime Museum de Greenwich (Angleterre)
- San Francisco Maritime National Historical Park (États-Unis)
- Peabody Essex Museum, Salem (États-Unis)